# Pukkisaari (ö i Norra Savolax, Norra Savolax, lat 63,63, long 27,17)
Pukkisaari är en ö i Finland. Den ligger i sjön Iso-Ii och Pikku-Ii och i kommunen Idensalmi i den ekonomiska regionen  Övre Savolax ekonomiska region  och landskapet Norra Savolax, i den centrala delen av landet, 400 km norr om huvudstaden Helsingfors. Öns area är 1,7 hektar och dess största längd är 210 meter i nord-sydlig riktning.